# NGC 7124
NGC 7124 ist eine Balken-Spiralgalaxie vom Hubble-Typ SBbc im Sternbild Indianer am Südsternhimmel. Sie ist schätzungsweise 229 Millionen Lichtjahre von der Milchstraße entfernt.
Das Objekt wurde am 8. Juli 1834 von John Herschel entdeckt.